# Раннє літо (фільм)
«Раннє літо» (яп. 麦秋, бакусю, англ. Early Summer) — кінофільм режисера Ясудзіро Одзу, який вийшов на екрани в 1951 році.

## Сюжет

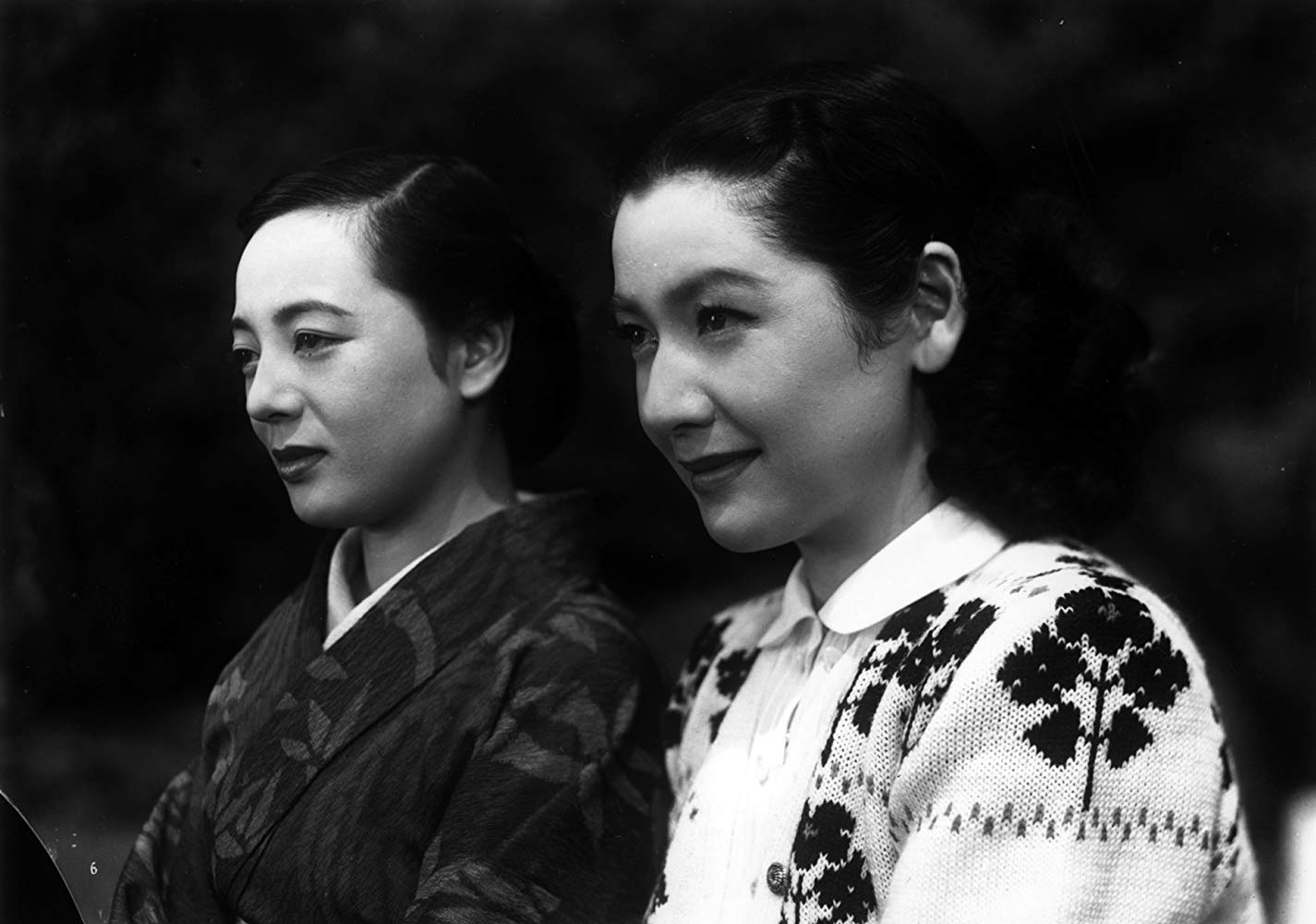
Куніко Міяке і Сецуко Хара у фільмі «Раннє літо»

28-річна Норіко Мамія живе у великому будинку з батьками і сім'єю брата. Вона працює секретаркою і не поспішає вступати в шлюб. Одного разу начальник повідомляє їй про свого друга-холостяка, успішного бізнесмена, який був би їй хорошим чоловіком. І батьки, і брат з ентузіазмом сприймають цю звістку, хоча сама Норіко не говорить ні «так», ні «ні». Поступово все починає вдаватися, лише вік нареченого (а йому близько сорока) трохи розчаровує батьків нареченої. Здавалося б, шлюб за домовленістю все більше стає реальністю, поки одного вечора все не змінюється. Норіко, зайшовши до сусідки і випадково дізнавшись, що та вважає її ідеальною дружиною для свого сина, імпульсивно дає свою згоду. Сім'я різко проти шлюбу з небагатим вдівцем, та ще з дитиною на руках. Однак Норіко твердо стоїть на своєму, і близьким доводиться погодиться з її рішенням. Єдине, що засмучує Норіко — це розпад сім'ї, який неминуче відбувається після її весілля: вона їде до чоловіка в провінцію, а батьки переїжджають в сільський будиночок старого дядька.

## У ролях
- Сецуко Хара — Норіко Мамія
- Тісю Рю — Коїті Мамія, брат Норіко
- Тікаге Авасіма — Ая Тамура
- Куніко Міяке — Фуміко Мамія, дружина Коїті
- Ітіро Сугай — Сукіті Мамія, батько Норіко
- Тіеко Хігасіяма — Сігео Мамия, мати Норико
- Харуко Сугімура — Тамі Ябе
- Хіросі Ніхон'янагі — Кенкіті Ябе
- Куніко Ігава — Такако
- Сюдзі Сано — Сотаро Сатаке
- Тойо Такахасі — Нобу Тамура
- Сейдзі Міягуті — Нісівакі

## Про фільм
44-й фільм Ясудзіро Одзу знімався з червня по вересень 1951 року, і є другою частиною так званої «трилогії Норіко», до якої також входять кінострічки «Пізня весна» (1949) і «Токійська повість» (1953). Особливо багато спільного «Раннє літо» має з першим з цих фільмів: це і назва, що містить пору року, і місце дії (сімейний будинок в токійському передмісті), і шлюб дочки як центральна лінія сюжету, і фінальний розпад сім'ї. Однак є і відмінності: наприклад, важливу роль у розвитку подій відіграє другий брат Норіко, загиблий на війні. За словами Одзу, він прагнув висловити у фільмі ідеї реінкарнації й мінливості. Порушені у фільмі і традиційні для режисера мотиви зіткнення традицій та сучасності у вигляді свободи жінки, що отримала в післявоєнній Японії можливість самій вирішувати свої шлюбні відносини. На думку історика кіно Девіда Бордвелла, «Раннє літо» — це один з перших фільмів Одзу, в якому увагу зосереджено не на одному, а на цілій групі персонажів, які грають в рівній мірі кожен свою важливу роль. Аналізуючи структуру оповіді і емоційну складову стрічки, він робить висновок: «Характерне для Одзу змішування настроїв — гумору, меланхолії, туги, смирення, безтурботності — тут, ймовірно, досягає своєї найбільшої сили».

## Нагороди фільму
Блакитна стрічка (1952)
Фільм став найтитулованішим в історії премії «Блакитна стрічка», отримавши її в п'яти категоріях:
- «Краща режисура» (Ясудзіро Одзу)
- «Краща чоловіча роль другого плану» (Тісю Рю)
- «Краща жіноча роль» (Сецуко Хара)
- «Краща жіноча роль другого плану» (Харуко Сугімура)
- «Краща робота оператора-постановника» (Юхару Ацута)

Премія журналу «Кінема Дзюмпо» (1952)
- Премія в категорії «Кращий фільм» (Ясудзіро Одзу)

Премія «Майніті» (1952)
- Премія в категорії «Кращий фільм» (Ясудзіро Одзу)
- Премія в категорії «Краща жіноча роль» (Сецуко Хара)